# Pac-Man Fever
Pac-Man Fever est un jeu vidéo de type party game développé par Mass Media et édité par Namco, sorti en 2002 sur GameCube et PlayStation 2.

## Accueil
- IGN : 4,9/10 (GC)[1] - 4,5/10 (PS2)[2],[3]